# West of England Challenger 1992
Il West of England Challenger 1992 è stato un torneo di tennis facente parte della categoria ATP Challenger Series nell'ambito dell'ATP Challenger Series 1992. Il torneo si è giocato a Bristol in Gran Bretagna dal 6 al 12 luglio 1992 su campi in erba.

## Vincitori

### Singolare
Patrick Baur ha battuto in finale  Jamie Morgan con il punteggio di 4–6, 7–6, 6–1

### Doppio
Darren Kirk /  Brent Larkham hanno battuto in finale  Kent Kinnear /  Peter Nyborg con il punteggio di 3–6, 7–6, 6–4